# Acrocercops symploca
Acrocercops symploca là một loài bướm đêm thuộc họ Gracillariidae. Nó được tìm thấy ở Queensland.
Ấu trùng ăn các loài Leguminosae. Chúng ăn lá nơi chúng làm tổ.